# Эхвеви (церковь)
Церковь Эхвеви во имя Божией Матери (груз. ეხვევის ღვთისმშობლის ეკლესია) — грузинская православная церковь XI века в западном грузинском регионе Имеретия. Однонефный базиликальный храм известен резными каменными орнаментами на фасадах. В 2007 году церковь была включена в список недвижимых культурных памятников национального значения Грузии.

## Описание
Церковь Эхвеви стоит на склоне горы в селе Это-Эхвеви в долине реки Квирила, в 10 км к востоку от города Сачхере Сачхерского муниципалитета Имеретии. Церковь представляет собой небольшую однонефную базилику, посвященную Богородице. Она выстроена из крупных обтёсанных камней. К церкви были пристроены часовни (евктерионы) с северной и западной стороны, всё ещё сохранявшиеся в 1897 году, однако в начале XX века они были снесены.

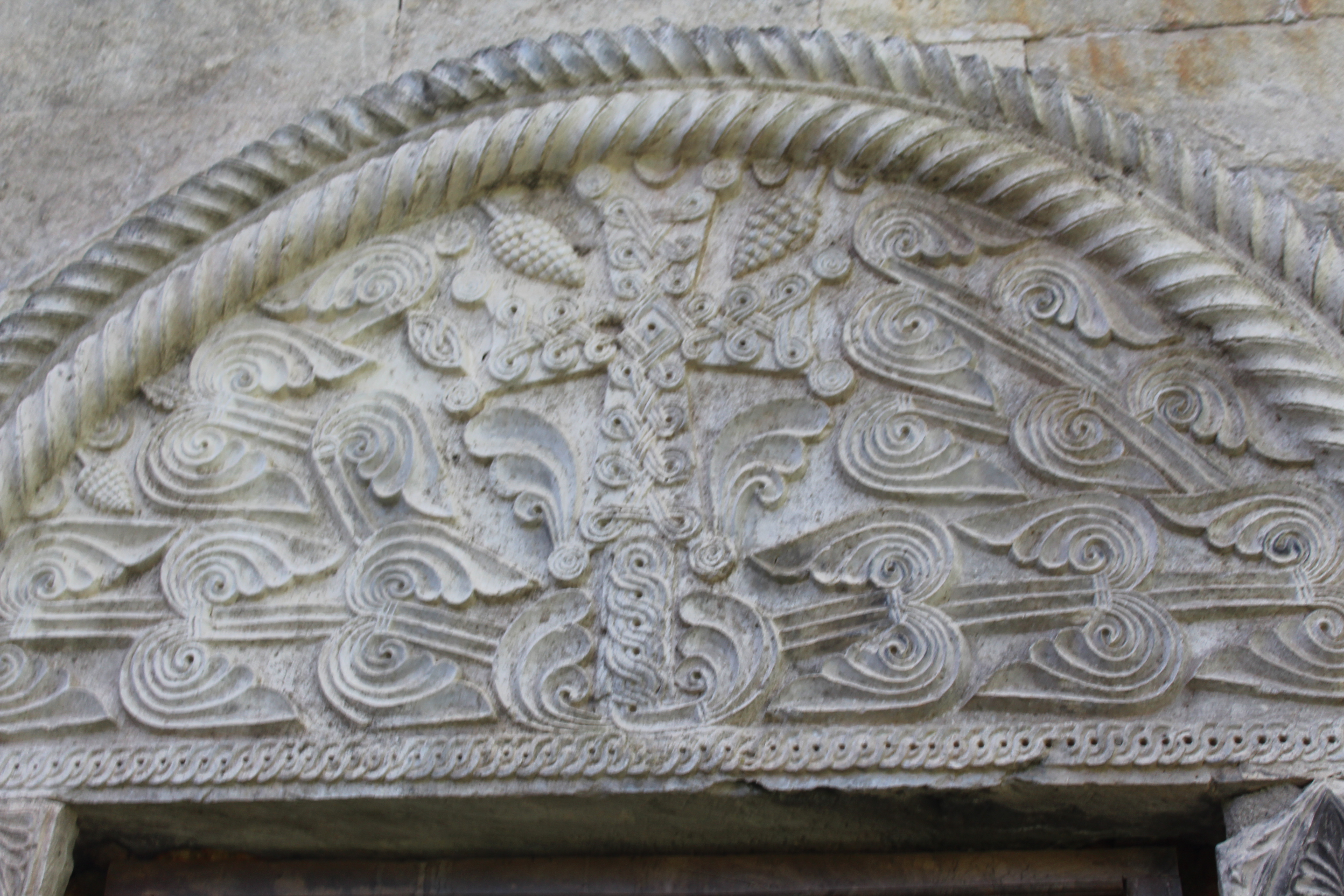
Церковь Эхвеви. Северный тимпан.

В апсиде по обеим сторонам от окна есть небольшие ниши, а над нишами — большие глубокие прорези из двух уровней. Нижние уровни открываются на восток маленькими продолговатыми узкими окошками с просто вырезанными архиволивами. Верхние уровни прорезей служат сакрариями и имеют маленькие круглые отверстия. Нижний уровень соединяется с верхним через квадратное отверстие, перекрытое съемной каменной плитой. Цилиндрический свод церкви опирается на три арки.
Иконостас, как видно из сохранившихся фрагментов, был из мрамора с царскими вратами посередине. Другие его мраморные части были вывезены митрополитом Давидом в монастырь Джручи в 1830-х годах. Фасады церкви декорированы богато украшенной каменной кладкой. Следует отметить тимпаны северных и западных дверей, а также оконные наличники, украшенные переплетенными узорами, и двойные плетёные полуколонны на западном и восточном фасадах. На основании левой полуколонны восточного окна есть надпись средневековым грузинским шрифтом асомтаврули, которая содержит сокращенное имя возможного строителя церкви.
Церковь была отреставрирована на средства Фонда защиты и сохранения исторических памятников.